# سلفادور توسكانو
سلفادور توسكانو (بالإسبانية: Salvador Toscano)‏ مخرج ومنتج مكسيكي. ثيوداد جوثمان بالقرب من غوادالاخارا، ويعد أول مخرج مكسيكي، حيث قدم عام 1898 أول فيلم مكسيكي بعنوان دون خوان تينوريو. وأثناء الثورة المكسيكية سجل توسكانو عدة مقاطع للمعارك والتي اصبحع فيلم وثائقي كامل في عام 1950 (قامت ابنته بتجميعه).

## مقالات ذات صلة
- السينما المكسيكية

## روابط خارجية
- سلفادور توسكانو على موقع IMDb (الإنجليزية)
- سلفادور توسكانو على موقع أول موفي (الإنجليزية)
- سلفادور توسكانو على موقع كينوبويسك (الروسية)